# Abu Susa
Abu Susa – miejscowość w Syrii, w muhafazie Ar-Rakka, w dystrykcie Ar-Rakka. W 2004 roku liczyła 2561 mieszkańców.